# 大同 (南梁)
大同（535年正月—546年四月）是梁武帝萧衍的第五个年号，共计11年餘。

## 纪年
| 大同 | 元年   | 二年   | 三年  | 四年  | 五年  | 六年  | 七年  | 八年  | 九年  | 十年  |
| ---- | ------ | ------ | ----- | ----- | ----- | ----- | ----- | ----- | ----- | ----- |
| 公元 | 535年  | 536年  | 537年 | 538年 | 539年 | 540年 | 541年 | 542年 | 543年 | 544年 |
| 干支 | 乙卯   | 丙辰   | 丁巳  | 戊午  | 己未  | 庚申  | 辛酉  | 壬戌  | 癸亥  | 甲子  |
| 大同 | 十一年 | 十二年 |       |       |       |       |       |       |       |       |
| 公元 | 545年  | 546年  |       |       |       |       |       |       |       |       |
| 干支 | 乙丑   | 丙寅   |       |       |       |       |       |       |       |       |

## 参看
- 中国年号索引
  - 其他使用大同年號的政權
- 同期存在的其他政权年号
  - 上願（535年）：南朝梁時期領導鮮于琛的年号
  - 永漢（542年正月—二月）：南朝梁時期領導劉敬躬的年号
  - 神嘉（525年十二月—535年三月）：北魏時期領導劉蠡升年号
  - 天平（534年十月—537年十二月）：東魏政权東魏孝靜帝元善見年号
  - 元象（538年正月—539年十一月）：東魏政权東魏孝靜帝元善見年号
  - 興和（539年十一月—542年十二月）：東魏政权東魏孝靜帝元善見年号
  - 武定（543年正月—550年五月）：東魏政权東魏孝靜帝元善見年号
  - 平都（536年九月）：東魏時期領導王迢觸、曹貳龍年号
  - 大統（535年正月—551年十二月）：西魏政权西魏文帝元宝炬年号
  - 天德（544年—548年）：越南君主李賁的年号
  - 章和（531年—548年）：高昌政权麴坚年号
  - 建元（536年—551年）：新羅法興王、真興王的年号